# François-Ferdinand de Hohenberg
François-Ferdinand de Hohenberg (Franz Ferdinand Hohenberg en allemand), né le 13 septembre 1927 à Artstetten est mort le 15 août 1977 à Ried in der Riedmark, est une personnalité autrichienne, « prince puis duc de Hohenberg », petit-fils de l'archiduc héritier François-Ferdinand et de la duchesse de Hohenberg (tous deux assassinés à Sarajevo le 28 juin 1914). De 1962 à sa mort, il est chef de la maison de Hohenberg, branche ainée de l'ancienne maison de Habsbourg-Lorraine[Quoi ?] en ligne morganatique, qui ne fait pas partie de la Maison Impériale.

## Biographie
Né au château d'Artstetten, il est le fils de Maximilien de Hohenberg et d'Élisabeth de Walburg de Wolfegg et Waldsee, et le petit-fils aîné par les mâles de l'archiduc-héritier François-Ferdinand d'Autriche (1863-1914) et de son épouse la comtesse Sophie Chotek, duchesse de Hohenberg  (1868-1914), assassinés le 28 juin 1914 à Sarajevo.
Depuis une loi de 1919, les titres de noblesse ainsi que la particule « von » sont interdits en Autriche. En conséquence, son nom est François-Ferdinand Hohenberg.
En 1956, François-Ferdinand Hohenberg épouse la princesse Élisabeth de Luxembourg, fille de la grande-duchesse Charlotte et du prince né Félix de Bourbon-Parme. La duchesse est une nièce de l'impératrice Zita, veuve du dernier empereur d'Autriche Charles Ier, béatifié en 2004.
Deux filles sont issues de cette union :
- Anita Hohenberg, née en 1958, qui épouse en 1978 le comte Romée de La Poëze d'Harambure, né en 1949. Le couple est divorcé, après avoir eu quatre enfants.
- Sophie Hohenberg, née en 1960, qui épouse en 1985 Jean-Louis de Potesta, né en 1951. Ils sont les parents de trois enfants.

François-Ferdinand est inhumé dans la crypte du château d'Artstetten auprès de ses grands-parents paternels.
Lors de la diffusion sur le petit écran des Aigles foudroyés, série documentaire présentée par Frédéric Mitterrand, Anita Hohenberg y relate les souvenirs concernant son grand-père et son grand-oncle Ernest. Elle témoigne également, comme sa sœur Sophie, lors de l'émission Secrets d'histoire de Stéphane Bern consacrée à son arrière grand-père, diffusée le 28 juin 2014 à l'occasion des 100 ans de son assassinat le 28 juin 1914.